# 시뤄두 댐
시뤄두댐(중국어 간체자: 溪洛渡大坝, 정체자: 溪洛渡大壩, 병음: Xīluòdù Dàbà)은 중국의 장강 상류인 진사강에 위치한 아치댐으로 운남성 소통시 영산현 계략도진에 있다. 이 댐의 주요 목적은 수력 발전이며 발전소의 설비 용량은 13,860 MW이다. 또한 댐은 홍수 통제, 토사 조절 기능을 제공하며, 조절된 방류는 하류의 항해를 개선하기 위한 것이다. 댐과 발전소 건설은 2005년에 시작되어 2013년에 첫 번째 발전기가 가동되었고, 마지막 발전기는 2014년에 가동되었다. 차이나 양쯔 파워에서 운영하며 현재 세계 네 번째로 큰 발전소이자 세계에서 다섯 번째로 높은 댐이다.

## 위치
시뤄두 댐은 헝돤산맥과 윈구이 고원의 산악 지역을 벗어나 쓰촨 분지로 진입하는 진사강(장강 상류)에 위치한다. 진사강의 이 부분은 쓰촨의 다량산맥(Daliang Mountains)이 왼쪽(북서쪽) 강둑에, 윈난의 우롄펑(Wulian Feng)이 오른쪽(남동쪽) 강둑 사이에 흐른다. 이곳에서 진사강은 해발 400 m (1,300 ft)까지 떨어지고, 양쪽의 산들은 진사강 위로 2,000 m (6,600 ft) 이상 솟아 있다.

## 배경
댐을 위한 예비 공사(도로, 교량, 터널)는 2003년에 시작되었고, 주요 구조물 공사는 2005년 12월 26일에 공식적으로 시작되었다. 2007년 11월, 진사강은 성공적으로 건설 현장을 우회하여 댐 건설이 가능해졌다. 콘크리트 타설은 2008년에 시작되었다. 저수지는 2013년 5월에 채워졌고, 18개의 770 MW 프랜시스수차 발전기 중 첫 번째 발전기는 2013년 7월 15일에 가동되었다. 열네 번째 발전기는 2014년 4월에 가동되었다. 열여덟 번째이자 마지막 발전기는 2014년 6월 30일에 가동되었다.

## 설계
시뤄두는 285.5 m (937 ft) 높이와 700 m (2,300 ft) 길이의 이중 곡선 아치 댐이다. 세계에서 세 번째로 높은 아치 댐이며 진사강 프로젝트의 핵심 구성 요소이다. 이 댐은 12,670,000,000 세제곱미터 (10,270,000 acre·ft)의 저수량을 보유하고 있으며, 이 중 6,460,000,000 세제곱미터 (5,240,000 acre·ft)는 발전용 유효 저장량으로 간주된다. 댐에는 7개의 표면 유출구, 8개의 중간 높이 오리피스, 4개의 물넘이 터널을 포함한 여러 물넘이가 있다. 모든 물넘이는 최대 32,278 m3/s (1,139,900 cu ft/s)의 방류량을 제공한다. 댐의 발전소는 두 개의 지하 발전소로 나뉘며, 하나는 오른쪽 교대 뒤에, 다른 하나는 왼쪽 교대 뒤에 위치한다. 각 발전소에는 9개의 770 MW 프랜시스수차 발전기가 있어 총 설비 용량은 13,860 MW이다.

## 같이 보기
- 중국의 발전소 목록
- 세계에서 가장 높은 댐 목록
- 중국에서 가장 높은 댐 목록
- 중국의 댐 및 저수지 목록
- 세계 최대 발전소 목록